# 戸山 (新宿区)
戸山（とやま）は、東京都新宿区の町名。現行行政地名は戸山一丁目から戸山三丁目。住居表示実施済みの地域。

## 地理
新宿区の地理的中央部に位置する。町域東部は、喜久井町と若松町に接する。北東部は、馬場下町に接する。北部は、諏訪通りに接し、これを境に西早稲田2丁目に接する。西部は、明治通りに近く、これを境に大久保2・3丁目に接する。南部は大久保通りに接し、これを境に新宿7丁目と若松町に接する。
町域内は一般住宅や大規模団地の「戸山ハイツ」のほか、徳川家の回遊庭園が置かれた際に造られ現在でも残っている箱根山を中心とした都立戸山公園といった緑地や、東京都立戸山高等学校、学習院女子大学、早稲田大学戸山キャンパスといった文教施設、国立国際医療研究センター病院といった医療施設も見られる。

### 地価
住宅地の地価は、2024年（令和6年）7月1日の地価調査によれば、戸山1-7-4の地点で80万円/m2となっている。

## 歴史
現在戸山2丁目・3丁目となっているあたりの低地はもともと和田戸と呼ばれており、南から神田川の支流の蟹川が流れ、現在学習院女子大学のある高台に当たって穴八幡宮に向かって折れていた。この一帯は和田戸氏が治めていたとされ源頼朝の再起にまつわる伝説があるが、和田戸氏については史料になく詳細は不明である。おそらく和田戸の台地を和田戸山と呼び、それが戸山の地名の起こりであると推測されている。また和田戸の西側には護明村があった。一方、戸山1丁目の辺りは戸塚村（一部牛込村）に属していた。
寛文11年（1671年）に徳川家光の娘千代姫が尾張徳川家光友に嫁いだ際に、住民を他へ移して下屋敷が作られ戸山荘と呼ばれた。その庭園は小石川後楽園に並ぶ江戸の大名庭園でも指折りの庭園であった。しかし風水害で荒廃し、幕末に焼失後はそのまま復興されなかった。享保16年（1731年）に牛込破損町が成立する。
明治時代になり、現在の大久保や百人町も含むこの付近は軍用地として利用された。近辺は戸山ヶ原と呼ばれ、陸軍の射撃場や陸軍の軍人養成機関である陸軍戸山学校など軍事関係の施設が設置された。これらの施設は第二次世界大戦終結まで存在した。
戦後すぐに住宅難で家が不足する事態に陥り、これを打破すべく東京都によって都営住宅が建設され、都内の団地の原点ともいえる戸山ハイツが1949年に完成した。1972年に鉄筋コンクリートの高層住宅に立て替えられたが、現在でも町域内の中心的な存在となっている。
1981年に住居表示が実施されるまでは、1・2・3丁目のほぼ全域が「戸山町（とやまちょう）」という一つの町域を構成していた。この名前は現在でも町域内にある店舗名やバス停名などに見ることができる。

### 沿革
- 江戸時代 - 牛込破損町、および戸山荘。
- 1871年（明治4年）12月（旧暦：1871年11月） - 東京府の行政区分に編入される。それまで戸山荘は武家地として区分外であり、牛込破損町は品川県の管轄だった。第3大区7小区に属したが、牛込破損町は品川県からの移管の関係上、新宿口第23区の所属とされた。
- 1872年（明治5年）5月（旧暦：1872年6月） - 戸山荘と周囲の開墾地や寺地などを併せ、牛込戸塚町（のちに下戸塚町）とする[注釈 1]。
- 1873年（明治6年）3月18日 - 区割り改正により、牛込破損町は第8大区3小区、下戸塚町は第8大区4小区に属す。
- 1878年（明治11年）11月2日 - 郡区町村編制法施行により発足した牛込区に属する。
- 1889年（明治22年） - 市制施行により東京市牛込区となる。
- 1911年（明治44年） - 牛込破損町を破損町に改称。
- 1923年（大正12年） - 破損町・下戸塚町の区域をもって戸山町とする。
- 1929年（昭和4年）2月15日 - 戸山脳病院で火災。患者11人が死亡[9]。
- 1943年（昭和18年） - 東京都制施行により、東京都牛込区戸山町となる。
- 1947年（昭和22年） - 牛込区が四谷区・淀橋区と合併し新宿区となり、新宿区戸山町となる。
- 1949年（昭和24年） - 戦災被災者の収容のため、戸山ハイツが建設される[8]。
- 1972年（昭和47年） - 都営戸山ハイツアパートが鉄筋コンクリートの高層住宅に改築される[8]。
- 1981年（昭和56年） - 住居表示実施により、戸山町は戸山1丁目～3丁目の各一部となる。

## 世帯数と人口
2025年（令和7年）3月1日現在（新宿区発表）の世帯数と人口は以下の通りである。
| 丁目       | 世帯数    | 人口    |
| ---------- | --------- | ------- |
| 戸山一丁目 | 1,567世帯 | 2,525人 |
| 戸山二丁目 | 3,277世帯 | 5,197人 |
| 戸山三丁目 | 671世帯   | 1,129人 |
| 計         | 5,515世帯 | 8,851人 |

### 人口の変遷
国勢調査による人口の推移。
| 年                 | 人口   |
| ------------------ | ------ |
| 1995年（平成7年）  | 11,993 |
| 2000年（平成12年） | 11,098 |
| 2005年（平成17年） | 10,560 |
| 2010年（平成22年） | 9,940  |
| 2015年（平成27年） | 9,480  |
| 2020年（令和2年）  | 8,986  |

### 世帯数の変遷
国勢調査による世帯数の推移。
| 年                 | 世帯数 |
| ------------------ | ------ |
| 1995年（平成7年）  | 5,200  |
| 2000年（平成12年） | 5,337  |
| 2005年（平成17年） | 5,449  |
| 2010年（平成22年） | 5,525  |
| 2015年（平成27年） | 5,563  |
| 2020年（令和2年）  | 5,547  |

## 学区
区立小・中学校に通う場合、学区は以下の通りとなる（2018年8月時点）。
| 丁目       | 番地                 | 小学校                 | 中学校                 |
| ---------- | -------------------- | ---------------------- | ---------------------- |
| 戸山一丁目 | 1～19番 22～24番     | 新宿区立早稲田小学校   | 新宿区立新宿中学校     |
| 戸山一丁目 | 20・21番             | 新宿区立東戸山小学校   | 新宿区立新宿中学校     |
| 戸山二丁目 | 全域                 | 新宿区立東戸山小学校   | 新宿区立新宿中学校     |
| 戸山三丁目 | 1～17番 19番 20番1号 | 新宿区立東戸山小学校   | 新宿区立新宿中学校     |
| 戸山三丁目 | 20番2号              | 新宿区立東戸山小学校   | 新宿区立西早稲田中学校 |
| 戸山三丁目 | 18番                 | 新宿区立戸山小学校     | 新宿区立西早稲田中学校 |
| 戸山三丁目 | 21番                 | 新宿区立戸塚第二小学校 | 新宿区立西早稲田中学校 |

## 交通
町域内に存在する鉄道駅は西早稲田駅のみであるが、新大久保駅、高田馬場駅、東新宿駅、若松河田駅、東西線の早稲田駅が利用可能な範囲にある。幹線道路沿いに都営バスの便も多く、これを利用する者もいる。

## 事業所
2021年（令和3年）現在の経済センサス調査による事業所数と従業員数は以下の通りである。
| 丁目       | 事業所数  | 従業員数 |
| ---------- | --------- | -------- |
| 戸山一丁目 | 75事業所  | 4,398人  |
| 戸山二丁目 | 47事業所  | 517人    |
| 戸山三丁目 | 48事業所  | 1,797人  |
| 計         | 170事業所 | 6,712人  |

### 事業者数の変遷
経済センサスによる事業所数の推移。
| 年                 | 事業者数 |
| ------------------ | -------- |
| 2016年（平成28年） | 182      |
| 2021年（令和3年）  | 170      |

### 従業員数の変遷
経済センサスによる従業員数の推移。
| 年                 | 従業員数 |
| ------------------ | -------- |
| 2016年（平成28年） | 5,299    |
| 2021年（令和3年）  | 6,712    |

## 施設
- 東京都戸山庁舎
- 都営戸山ハイツ団地
- 戸山公園
- 新宿区立戸山図書館
- 新宿戸山郵便局
- 東京都立戸山高等学校
- 学習院女子大学
- 学習院女子中・高等科
- 早稲田大学戸山キャンパス（文学部・文化構想学部）
- 新宿区立西早稲田中学校（旧戸塚第一中学校）
- 新宿区立東戸山小学校
- 国立感染症研究所
- 国立健康・栄養研究所
- 国立研究開発法人国立国際医療研究センター
- 戸山サンライズ（全国障害者総合福祉センター）
- 新宿区立障害者福祉センター
- ステパ新宿 - ロードサイド店舗
- 清源寺

### 現存しない施設
- 陸軍戸山学校
- 戸山無軌条電車営業所 - 都営トロリーバスの関連施設。
- 国立身体障害センター
- 国立聴力言語障害センター
- 東京都心身障害者福祉センター

## ギャラリー

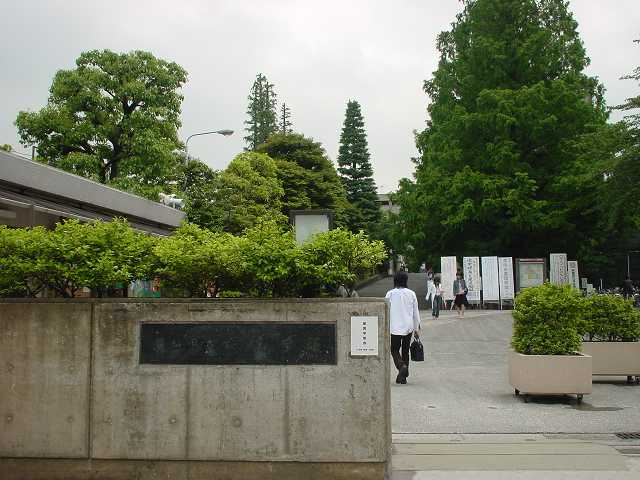
早稲田大学戸山キャンパス
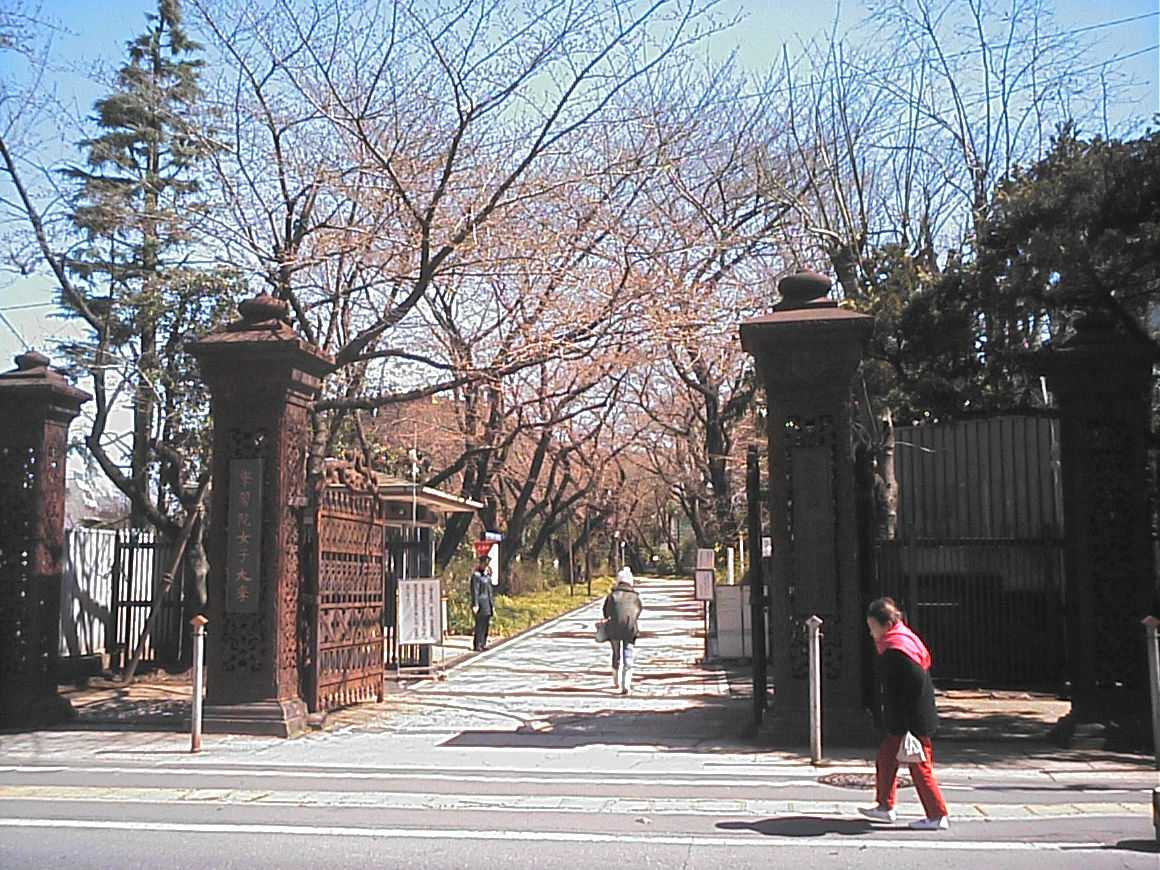
学習院女子大学
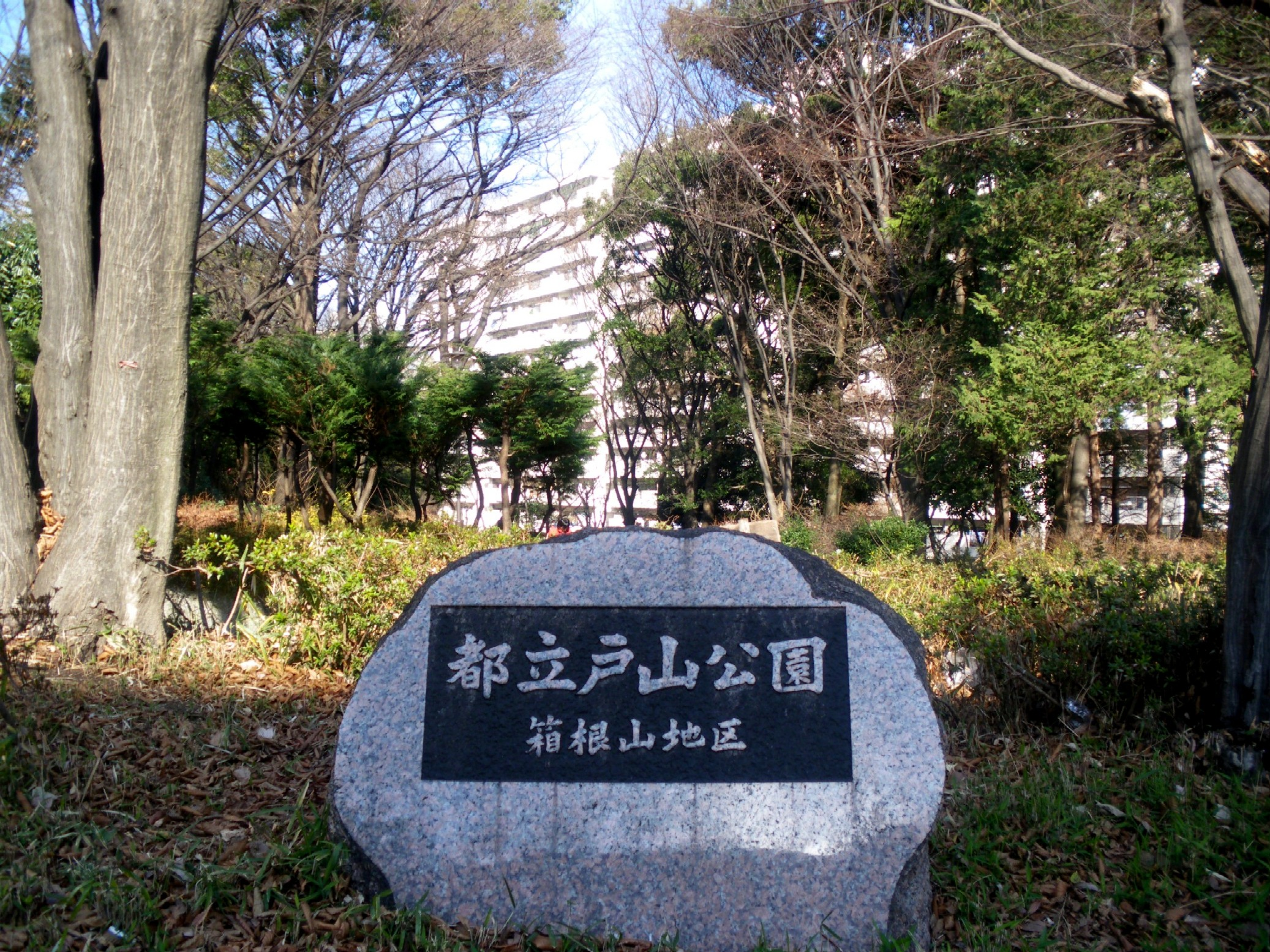
戸山公園（箱根山地区）入口
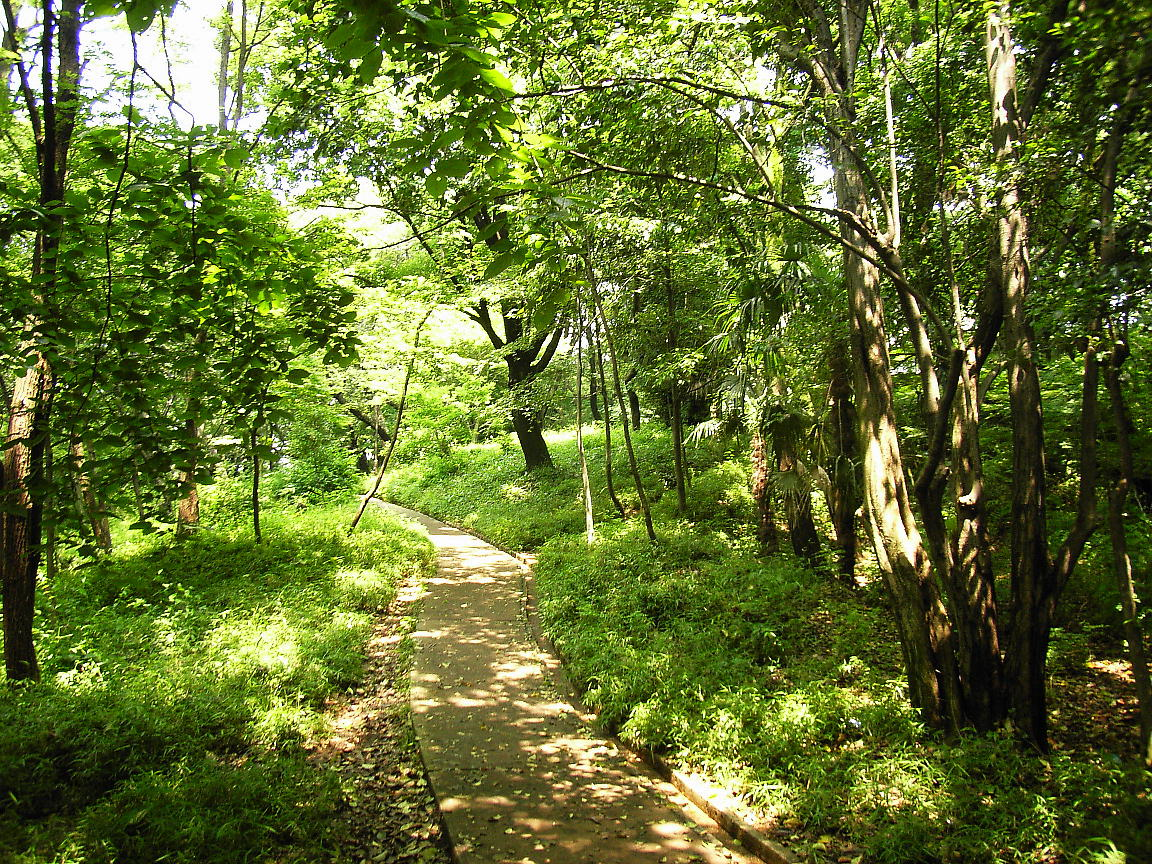
箱根山の麓の登り口
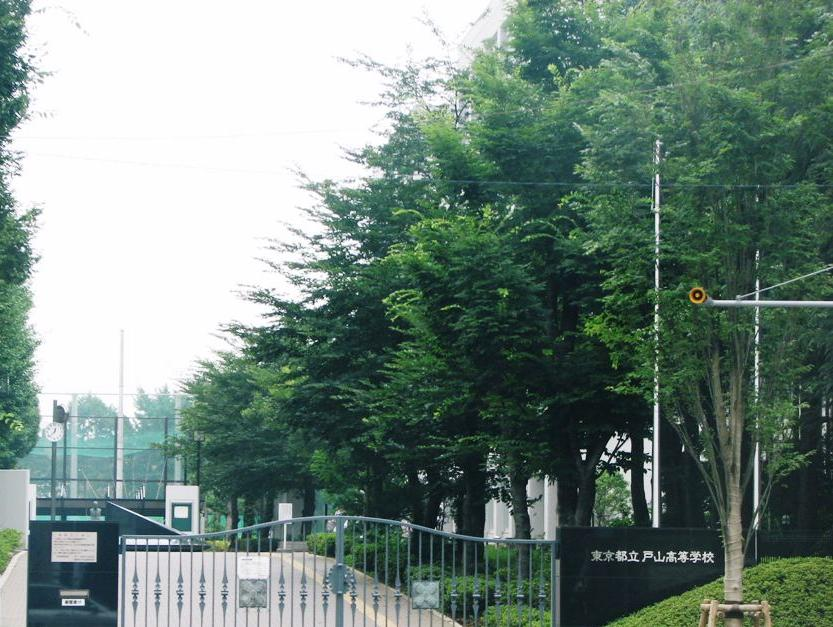
東京都立戸山高等学校
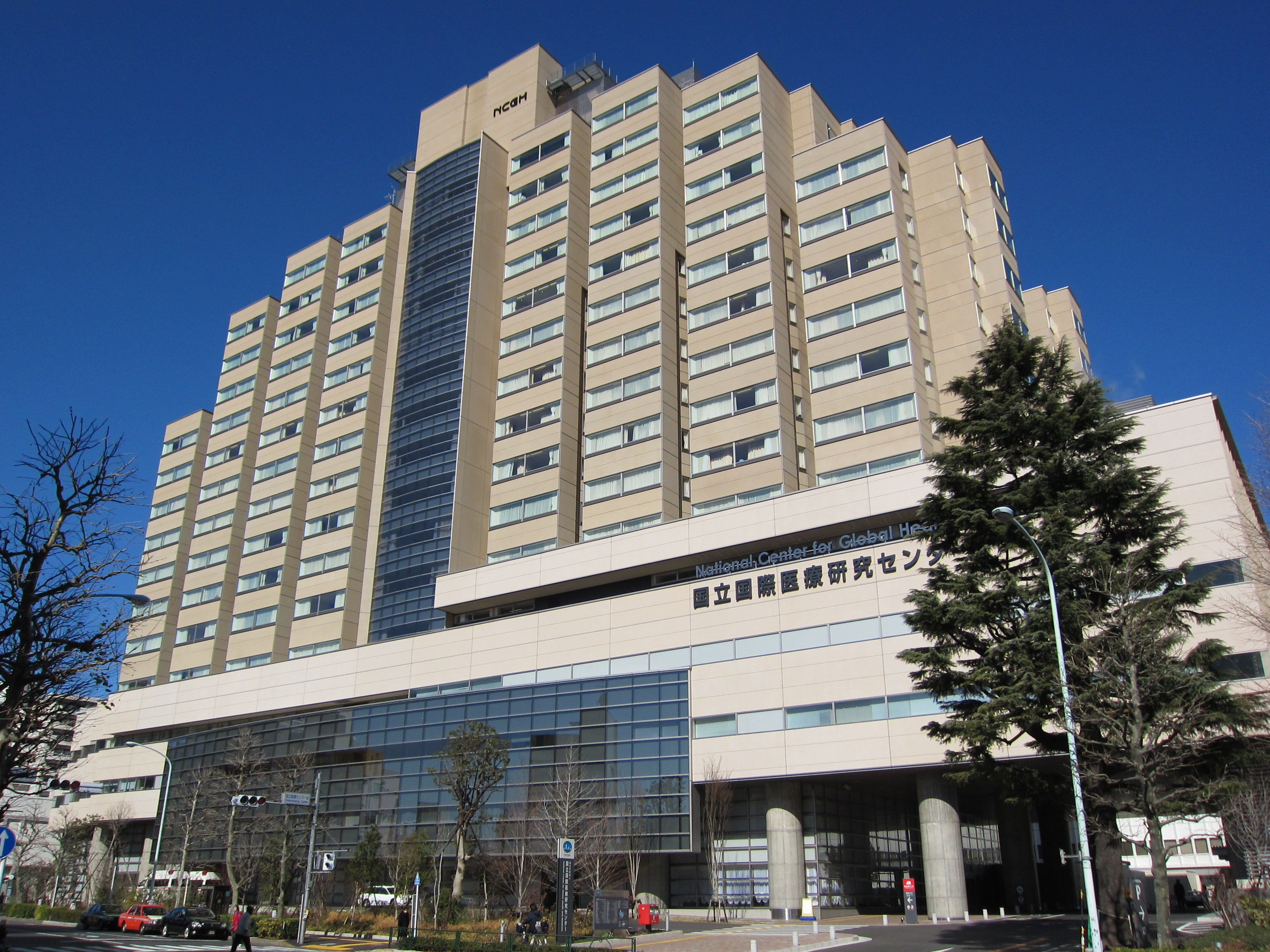
国立国際医療研究センター病院
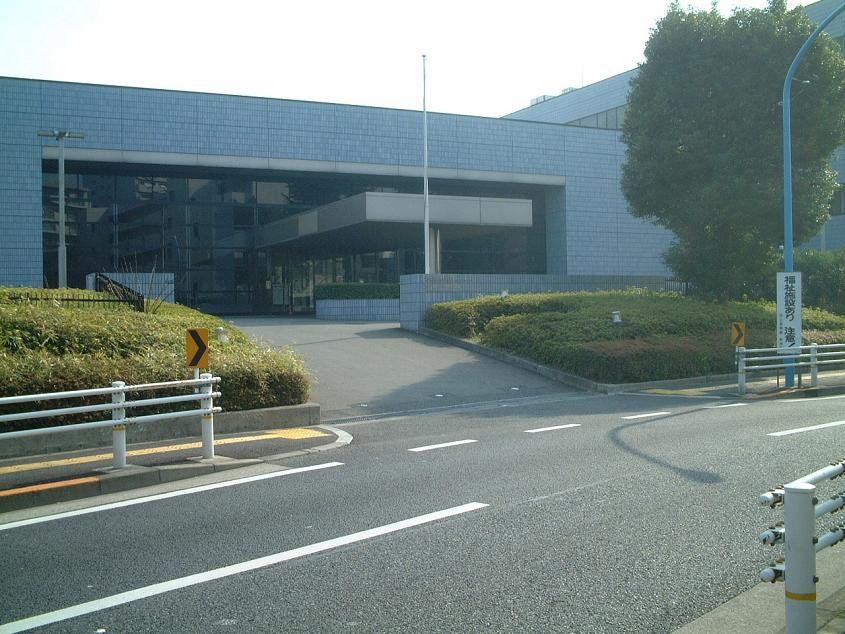
国立感染症研究所

## その他

### 日本郵便
- 集配担当する郵便局と郵便番号は以下の通りである[19]。

| 区域          | 郵便番号 | 郵便局       |
| ------------- | -------- | ------------ |
| 以下を除く    | 162-0052 | 牛込郵便局   |
| 3丁目18・21番 | 169-0052 | 新宿北郵便局 |